# Grigore Obreja
Grigore Obreja (* 6. November 1967 in Somova; † 29. Mai 2016 in Chevilly-Larue, Frankreich) war ein rumänischer Kanute.

## Erfolge
Grigore Obreja nahm an zwei Olympischen Spielen teil. Bei seinem Olympiadebüt 1988 in Seoul startete er mit Gheorghe Andriev im Zweier-Canadier in zwei Wettbewerben. Über 500 Meter gelang ihnen über die Hoffnungsläufe und nach einem zweiten Platz in ihrem Halbfinallauf die Finalqualifikation. Den Endlauf beendeten sie anschließend auf dem siebten Platz. Auch auf der 1000-Meter-Distanz schafften sie den Einzug ins Finale, in dem sie als Sechste jedoch ebenfalls hinter den Medaillenplätzen zurückblieben. Bei den Olympischen Spielen 1996 in Atlanta gingen Obreja und Andriev nur noch auf der 500-Meter-Strecke an den Start. Sie gewannen ihren Vorlauf mit über 3,1 Sekunden Vorsprung und belegten auch im anschließenden Halbfinale den ersten Platz. Im Finale überquerten sie nach 1:41,336 Minuten hinter den siegreichen Ungarn György Kolonics und Csaba Horváth sowie den Moldauern Victor Reneischi und Nicolae Juravschi als Dritte die Ziellinie und gewannen die Bronzemedaille.
Bei den Weltmeisterschaften 1994 in Mexiko-Stadt gelang Obreja mit Gheorghe Andriev im Zweier-Canadier über 500 Meter der Titelgewinn. Auf nationaler Ebene sicherte sich Obreja insgesamt 33 rumänische Landesmeistertitel. Nach seiner aktiven Karriere wurde er Kanutrainer in Frankreich.